# Zapotal 5.ª Sección
Zapotal 5.ª Sección es una localidad del municipio de Huimanguillo ubicado en la subregión de la Chontalpa del estado mexicano de Tabasco.

## Geografía
La localidad de Zapotal 5.ª Sección se sitúa en las coordenadas geográficas 18°01′05″N 93°45′06″O / 18.018056, -93.751667, a una elevación de 7 metros sobre el nivel del mar.

## Demografía
Según el Conteo de Población y Vivienda 2020, efectuado por el Instituto Nacional de Estadística y Geografía, la localidad de Zapotal 5.ª Sección tiene 837 habitantes, de los cuales 413 son del sexo masculino y 424 del sexo femenino. Su tasa de fecundidad es de 3.29 hijos por mujer y tiene 216 viviendas particulares habitadas.
| Gráfica de evolución demográfica de Zapotal 5.ª Sección entre 1995 y 2020 |
|                                                                           |
| INEGI.                                                                    |